# إحصاءات النساء
ان مشروع احصائات النساء هو مشروع بحث وقاعدة بيانات ممول من المانحين يقع في جامعة بريغهام يونغ يسعى لجمع بيانات إحصائية مفصلة عن وضع النساء في جميع أنحاء العالم ولربط تلك البيانات مع البيانات حول أمن الدول  وتحتوي قاعدة بيانات هذا المشروع على أكثر مجموعة شاملة من المعلومات عن وضع المرأة في العالم   يقوم المبرمجون بتمشيط الأدبيات الموجودة وإجراء مقابلات خبيرة لايجاد معلومات نوعية وكمية عن أكثر من 300 مؤشر لحالة المرأة في 174 دولة يبلغ عدد سكانها 200000 على الأقل، الوصول مجاني لقاعدة البيانات عبر الإنترنت.

## التاريخ والإنشاء
بدأ هذا المشروع  كناتج لورقة الدكتورة فاليري هدسون من قسم العلوم السياسية بجامعة بريغهام يونغ وأحد الطلاب الخريجين أندريا دن بوير التي نشرت في الأمن الدولي حول العلاقة بين الأمن القومي ونسبة الجنس غير الطبيعية في آسيا بعد النجاح والتأثير في مقالتهم الأولى التي اضيفت لاحقًا كأحد أفضل 20 مقالة حول الأمن القومي في تلك المجلة في كل الوقت، قام هادسون ودن بوير بإجراء مزيد من الأبحاث حول العلاقة بين وضع النساء والأمن القومي لكنهم وجدوا أنه لا توجد قاعدة بيانات واحدة تغطي مدي الموضوعات التي يحتاجون إليها في أبحاثهم، بناء على ذلك بدأوا في جمع المعلومات حول المتغيرات المتعلقة بوضع المرأة في حول العالم.
تشكلت قاعدة البيانات رسميًا في عام 2001 ونمت بشكل كبير حيث أضافت لاحقًا المزيد من المتغيرات. تم إطلاق المشروع مباشرة على الإنترنت في يوليو 2007. المحققون الرئيسيون هم: فاليري م. هدسون العلاقات الدولية، بوني باليف-سبانفيل علم النفس، فخري، وتشاد إف إمميت جغرافيا جميعهم من جامعة بريغهام يونغ، ماري كابريولي من جامعة مينيسوتا، دولوث العلاقات الدولية، روز مكديرموت من جامعة براون العلاقات الدولية، وأندريا دن بوير من جامعة كنت في كانتربيري بالمملكة المتحدة العلاقات الدولية وماثيو ستيرمر من ولاية أوهايو جامعة علم الاجتماع طالب دكتوراه.
يعمل تقريبًا اثني عشر طالبًا من طلاب البكالوريوس والخريجين من جامعة بريغهام يونغ وجامعة تكساس إيه آند إم في وقت واحد كمبرمجين للمشروع، يأخذ المبرمجون البيانات الكمية والنوعية الصريحة التي يتم جمعها في التقارير الحكومية والمقالات الإخبارية والأوراق البحثية  إلى أخره ويقومون بترتيب المعلومات المطبقة على النساء إلى فئات. قد يقومون أيضًا بتطبيق المقاييس التي طورها الباحثون الرئيسيون، أو أنهم الطلاب أنفسهم قد طوروها

## قاعدة البيانات
بداية من فبراير 2011 ، تضم قاعدة البيانات 307 متغيرًا، وتغطي 174 دولة يبلغ عدد سكانها أكثر من 200000 ، وتستخدم 18015 مصدرًا وتحتوي على أكثر من 111000 نقطة بيانات فردية تتم الإشارة إلى جميع البيانات إلى المصادر الأصلية ليس كل متغير يحتوي على معلومات لكل بلد وبالمثل ليس لدى جميع البلدان معلومات عن كل متغير
عمومًا حوالي 70 ٪ من مجموعات البلد المتغير لديها معلومات  توجد فجوات تشفير قواعد البيانات هذه عندما لا تكون المعلومات متاحة أو غير كاملة أو لا يتم جمع المتغيرات والإبلاغ عنها من قبل الحكومات أو المنظمات الدولية في بعض الأحيان قد تكون المعلومات من مصادر مختلفة متناقضة وتسجل قاعدة بيانات احصائات النساء هذه المعلومات المتعارضة لأغراض التثليث.

## المستخدمين ودور قاعدة البيانات
تهدف قاعدة البيانات إلى المساعدة في سد فجوة في البيانات الموجودة عن حالة النساء حول العالم لقد تم فحص و / أو استخدام بيانات احصائات النساء من قبل الأمم المتحدة ووزارة الدفاع بالولايات المتحدة ووكالة الاستخبارات المركزية والبنك الدولي كما استخدمت بياناتهم وأبحاثهم من قبل لجنة العلاقات الخارجية بمجلس الشيوخ بالولايات المتحدة في صياغة قانون العنف الدولي ضد المرأة صرحت الشبكة المشتركة بين الوكالات المعنية بالمرأة والمساواة بين الجنسين  التابعة للأمم المتحدة أن مشروع  احصائات النساء يسد فجوة كبيرة في توافر البيانات المتعلقة بالمرأة
صرح فيكتور أسل وميتشل براون  الباحثان غير المنتسبين إلى المشرع في مقال نُشر في السياسة والسياسة أنأحد أهم التحديات التي تواجهها الدراسات التجريبية عبر الوطنية حول انتشار العنف بين الأشخاص هو ندرة البيانات المتاحة، خاصة البيانات الموثوقة  لقد سمح مشروع احصائات النساء بإلقاء نظرة أولى مهمة على تحليل العوامل المتعلقة بالعنف بين الأشخاص ويختتمون بالقول إن موجوداتنا تقترح أن بنفس الطريقة التي استثمرت بها موارد تأديبية أكبر في الحرب بين الولايات والداخلية  فإن الموارد التأديبية تحتاج إلى إنفاقها في إنشاء مجموعة بيانات تستكشف العنف بين الأشخاص حتى حقوق النساء وحياتهن. ويؤخذ الأطفال على محمل الجد مثل بقاء الدول من خلال التعاون بشكل أكثر استباقية في مشاريع مثل احصائات النساء  سنظل لدينا فقط عدسة صغيرة يمكن من خلالها فهم مشاكل مثل هذا.
كتب أستاذ جامعة برينستون إيفان ليبرمان، على الرغم من أن البيانات المتعلقة بالأنظمة السياسية والصراع الجماعي كانت مطلوبة من قبل علماء السياسة أكثر بكثير من البيانات المتعلقة بالسياسات والسياسات المتعلقة بالجنسين أمثلة على HIRDs المبتكرة. كلاهما مشروع قاعدة بيانات احصائات النساء هدسون وآخرون 2009 وشبكة الأبحاث حول سياسة النوع الاجتماعي والدولة (RNGS) (McBride et al. 2008) عبارة عن عروض متكاملة بشكل جيد للبيانات الكمية والنوعية التي تميز جودة العلاقات بين الجنسين حول العالم  وعلى وجه الخصوص الأوصاف التحليلية لعلاج النساء